# Diafragma (anatomia motyli)
Diafragma (łac. diaphragma) – u motyli jest to element samczych narządów genitalnych.
Diafragma to poprzeczna błona zamykająca tylną część jamy odwłoka. Położona jest między nasadami walw. Przechodzi przez nią, zawierający prącie lub wezykę, edeagus. Zespół diafragmy oraz jej wytworów: sklerytów i apofiz nosi nazwę fultura penis, a w jego skład mogą wchodzić fultura inferior, fultura superior lub anellus, juksta i zawieszka.